# Битка при Ковадонга
Битката при Ковадонга (на испански: Batalla de Covadonga) е битка между нахлуващите маври и местните християнски сили в периода на арабско-мюсюлманското нашествие в Испания. Тя се състои около 720 г. в долината на село Ковадонга в Кантабрийските планини в Астурия. Християните вестготи са под командването на местния вожд (по-късно крал) Пелайо, а мюсюлманите – на военачалника Ал-Кама. Битката завършва с победа на християните и се смята за начало на отвоюването на полуострова, наречено Реконкиста.

## Ситуацията в началото на VІІІ в.
През 711 г. военни мюсюлмански отряди от северна Африка започват поход във вестготска Испания. Официално това става под егидата на Омаядския халифат и част от командващите са араби, но масата от войниците са бербери (наричани от европейците общо маври). Главнокомандващият Тарик ибн Зияд заварва Вестготското кралство раздирано от гражданска война и неочаквано лесно побеждава крал Родерих при река Гуадалете. Представяйки се за покровител на неговите вътрешни противници, той завзема столицата Толедо. На следващата година от Мароко са прехвърлени нови войски и цялата страна пада под мюсюлманска власт. Тарик е по-заинтересован да премине Пиренеите и да изнесе войната в Галия, отколкото да подчини Испания докрай. Ето защо в най-северните части вестготските вождове организират населението за съпротива и непрекъснато има размирици. Битката при Ковадонга се състои между местни патриотични сили и отряд на мюсюлманите, изпратен да затвърди властта в района.

## Ход на битката
Ковадонга всъщност е името на голяма пещера на северните склонове на планината, на 7 – 8 км от градчето Кангас де Онис. Там Пелайо (или Пелагиус, бивш телохранител на крал Родерих) се укрепва с малобройните си войници и я превръща в център на съпротива. Когато чува, че мюсюлманите са изпратили армия да се разправи с него, той скрива жените и децата в пещерата, а войниците си разполага в засада по двата склона на долината. Мястото е тясно и Ал-Кама навлиза, без да подозира опасността. Според легендите той е придружаван от епископ Опас, който трябва да убеди Пелайо да се предаде, но историческите извори не потвърждават това. „Освен това темпераментът на мюсюлманите не предполага компромис, а сблъсък, а в този случай изглежда, че сблъсъкът ще е лесен и ще завърши с успех.“ – пише Хенри Купе.
Пелайо осъществява плана си да вкара в клопка превъзхождащите го мюсюлмани. Той отделя малка част от хората си, които попадат в полезрението им и започват да бягат. Ал-Кама фатално подценява противника си и подгонва бегълците. В най-тясната част на долината основните християнски части нападат армията му от две страни и я обкръжават. Прикрити зад скали и кестенови дървета, два или три пъти по-малко на брой християни заливат мюсюлманите с облаци от стрели. Ал-Кама отчаяно дава сигнал за отстъпление, но то се оказва невъзможно, защото пътят назад е затрупан от огромни камъни и стволове на дървета. Във финалната част от битката християните налитат от всички страни и крещят името Христово. Изсипва се бурен дъжд, земята става хлъзгава, а тясното дефиле се пълни с вода. В настъпилата бъркотия загиват стотици мюсюлмани. Според някои хронисти няма оцелели.

## Значение
Мюсюлманското поражение при Ковадонга е важно не поради многото жертви, а поради психологическия ефект. Броят на войниците е неизвестен, но няма значение. Макар че победата е в ограничен регион, тя стряска нашествениците. Управителят на областта Ал-Мунус изтегля войските си от крайбрежните територии, опасявайки се от нови сблъсъци. Няма сведения вестта за битката да е стигнала до други части на страната и да е повдигнала духа на населението, но по-късно тя става легендарна и вдъхновява борците на Реконкистата. Пелайо се обявява за крал на Астурия – първият християнски владетел по време на мюсюлманската власт. Неговият пример е последван от други вождове в долините на Пиренеите и по бискайските брегове. Скоро възниква държавицата Собрарбе. Така започва възвръщането на Испания, завършило след близо осем века.